# یواس‌اس مریلند (آی‌دی-۳۳۹۵)
یواس‌اس مریلند (آی‌دی-۳۳۹۵) (به انگلیسی: USS Chesapeake (ID-3395)) یک کشتی است که طول آن ۲۲۰ فوت (۶۷ متر) می‌باشد. این کشتی در سال ۱۹۰۰ ساخته شد.